# Caledonia (Mississipi)
Caledonia és una població dels Estats Units a l'estat de Mississipi. Segons el cens del 2000 tenia 1.015 habitants.

## Demografia
Segons el cens del 2000, Caledonia tenia 1.015 habitants, 365 habitatges, i 287 famílies. La densitat de població era de 139 habitants per km².
Dels 365 habitatges en un 41,9% hi vivien nens de menys de 18 anys, en un 62,7% hi vivien parelles casades, en un 10,1% dones solteres, i en un 21,1% no eren unitats familiars. En el 19,5% dels habitatges hi vivien persones soles el 8,5% de les quals corresponia a persones de 65 anys o més que vivien soles. El nombre mitjà de persones vivint en cada habitatge era de 2,78 i el nombre mitjà de persones que vivien en cada família era de 3,17.
Per edats la població es repartia de la següent manera: un 30,3% tenia menys de 18 anys, un 8,7% entre 18 i 24, un 30,2% entre 25 i 44, un 22,5% de 45 a 60 i un 8,3% 65 anys o més.
L'edat mediana era de 34 anys. Per cada 100 dones de 18 o més anys hi havia 89 homes.
La renda mediana per habitatge era de 41.071 $ i la renda mediana per família de 50.625 $. Els homes tenien una renda mediana de 32.159 $ mentre que les dones 22.051 $. La renda per capita de la població era de 16.798 $. Entorn del 3,3% de les famílies i el 8% de la població estaven per davall del llindar de pobresa.

## Poblacions més properes
El següent diagrama mostra les poblacions més properes.